# Euscelidia tsavo
Euscelidia tsavo là một loài ruồi trong họ Asilidae. Euscelidia tsavo được Dikow miêu tả năm 2003. Loài này phân bố ở vùng nhiệt đới châu Phi.